# Arab Nations Cup 2009
De Arab Nations Cup 2009 was de zevende editie van de Arab Nations Cup en zou worden gehouden tussen Arabische landen die lid zijn van de UAFA. De kwalificatie begon in december 2006. De tweede kwalificatieronde werd niet gespeeld en de eindronde werd geannuleerd.

## Kwalificatie
- Aan de eerste kwalificatieronde deden de acht teams die het laag stonden op de FIFA-ranglijst. De teams werden verdeeld in twee groepen van vier. De groepswinnaars plaatsen zich voor de tweede kwalificatieronde.
- Aan de tweede kwalificatieronde deden 16 teams deelnemen. De 14 teams met de hoogste positie op de FIFA-ranglijst en de twee beste landen uit de eerste kwalificatieronde. Er werden vier groepen van vier landen gevormd en de nummers 1 en 2 zouden zich plaatsen voor de eindronde.

### Deelnemende teams
Azië AFC
- Bahrein
- Irak
- Jordanië
- Koeweit
- Libanon
- Qatar (trok zich terug)
- Oman
- Palestina (trok zich terug)
- Saoedi-Arabië
- Syrië
- Verenigde Arabische Emiraten
- Jemen

Afrika CAF
- Algerije
- Comoren
- Djibouti
- Egypte
- Libië
- Mauritanië
- Marokko
- Somalië
- Soedan
- Tunesië